# 유상 (치천고왕)
치천고왕 유상(菑川考王 劉尙, ? ~ 기원전 42년? 41년?)은 중국 전한의 황족 · 제후왕으로, 치천왕이며 시호는 고(考)이다.

## 생애
아버지 치천사왕 유종고가 치천사왕 28년(기원전 47년)에 죽어 그 뒤를 이어 치천왕이 되었고, 이듬해인 초원 3년(기원전 46년)을 원년으로 삼았다. 치천고왕 6년(기원전 41년) 혹은 5년(기원전 42년)에 죽어 아들 유횡이 그 뒤를 이었다.